# سیارک ۷۱۶۲
سیارک ۷۱۶۲ (به انگلیسی: 7162 Sidwell، نامگذاری:1982VB1) هفت هزار و صد و شصت و دومین سیارک کشف شده‌است که در ۱۵ نوامبر ۱۹۸۲ کشف شد.
قدر مطلق سیارک برابر ۱۴٫۲۰ است.